# Toshiaki Fushimi
Toshiaki Fushimi, (en japonès: 伏見俊昭, Shirakawa, Fukushima, 4 de febrer de 1976) és un ciclista japonès, especialista en la pista. Guanyador d'una medalla de plata als Jocs Olímpics d'Atenes en la prova de Velocitat per equips.

## Palmarès
- 1999
  - Campió d'Àsia en Velocitat per equips (amb Narihiro Inamura i Takanobu Jumonji)
- 2001
  - Campió d'Àsia en Keirin
- 2004
  -  Medalla de plata als Jocs Olímpics d'Atenes en Velocitat per equips (amb Masaki Inoue i Tomohiro Nagatsuka)

### Resultats a laCopa del Món
- 2003
  - 1r a Sydney, en Velocitat per equips